# MUSIC MASTER
『MUSIC MASTER』（ミュージック・マスター）は、2018年4月1日から2022年3月27日までZIP-FMで放送されていたラジオ番組。

## 概要
洋楽専門の音楽番組で、毎週日曜 22:00 - 23:00（日本標準時）に放送。ナビゲーターはデイルが、アシスタントはDJ Tomが務めていた。
番組の終了後、替わってMID-FMで本番組と同じメンバーによる洋楽専門の音楽番組『MUSIC MONSTER』がスタートした。こちらは月に1回のペースで放送されていた。